# Departamento de Haute-Sanaga
Haute-Sanaga es un departamento de la región Centro de Camerún. En noviembre de 2005 tenía una población censada de 100 352 habitantes.
Está formado por los siguientes municipios:
- Bibey 4,875
- Lembe-Yezoum 7,207
- Mbandjock 21,076
- Minta 11,406
- Nanga-Eboko 29,814
- Nkoteng 19,797
- Nsem 6,177